# Iňačovce
Iňačovce es un municipio del distrito de Michalovce en la región de Košice, Eslovaquia, con una población estimada a final del año 2024 de 909 habitantes.
Se encuentra ubicado al noreste de la región, en la cuenca hidrográfica del río Bodrog (afluente derecho del Tisza) y cerca de la frontera con la región de Prešov, Ucrania y Hungría.

## Demografía
| Año        | 1994 | 2004     | 2014     | 2024     |
| ---------- | ---- | -------- | -------- | -------- |
| Población  | 570  | 630      | 759      | 909      |
| Diferencia |      | +10,52 % | +20,47 % | +19,76 % |

| Año        | 2023 | 2024    |
| ---------- | ---- | ------- |
| Población  | 896  | 909     |
| Diferencia |      | +1,45 % |